# Râul Valea Satului, Bistra
Râul Valea Satului este un curs de apă, afluent al râului Bistra

## Hărți
- Harta Munții Țarcu/Muntele Mic  Arhivat în 28 martie 2010, la Wayback Machine.
- Harta Județului Caraș-Severin